# Hermann Oberth
Hermann Julius Oberth (Nagyszeben, Austro-Ugarska, 25. lipnja 1894. – Nürnberg, 28. prosinca 1989.) je bio njemački fizičar i inženjer, kojega mnogi smatraju jednim od začetnika raketarstva i astronautike.

## Životopis
Hermann Oberth je rođen je u malom mjestu Nagyszebenu, u Transilvaniji, u ondašnjoj Austro-Ugarskoj, a danas Sibiu u Rumunjskoj. Dvije godine kasnije preselio se s roditeljima u Sighișoara, te je ondje pohađao osnovnu školu i gimnaziju. Oberthov interes za raketama započeo je kada mu je bilo 11 godina. Majka mu je nabavila djelo francuskog pisca Julesa Vernea "Put na Mjesec", koje je pročitao toliko puta da ga je znao gotovo napamet. Sadržaj romana zaista je bio neobičan. Jules Verne je ispripovjedio kako su tri čovjeka u topovskoj kugli ispaljena na Mjesec. Kao prijevozno sredstvo odabrao je topovsku kuglu, jer je ona bila najbrže letalo koje je u njegovo vrijeme postojalo. Astronomi su mu rekli da bi za izbacivanje nekog predmeta iz polja Zemljine sile teže u svemirski prostor, bila potrebna početna brzina od 11,2 kilometara u sekundi. Kabina njegovog svemirskog broda bila je šuplja topovska kugla, promjera 2,75 metara i stijenke debele 30 centimetara, a težila je 8720 kilograma. Top "Kolumbijada", iz kojeg je ispaljen, izliven iz željeza izravno u zemlju i dugačak 275 metara, nabijen je sa 181 tonom nitroglicerinskog baruta, koji je ispod projektila trebao razviti 6 milijardi litara plina. Jules Verne je time htio kazati da je let u svemir samo pitanje velikih brzina, dok je velika većina čitalaca to shvatila kao pitanje izgradnje vrlo velikih topova. Jules Verne je opisao da je žestoki udarac, kojemu su putnici pri ispaljivanju iz topa bili izloženi, bio ublažen na taj način što su oni ležali na "jastuku" napunjenim vodom. Oberth je računao i konačno izračunao da bi jastuk koji bi ublažio takav nagli potisak morao biti debeo 1700 kilometara, ne bi li putnici pri tome ostali živi. Potom je zaključio da ako čovjek zaista želi ostvariti let u svemir, tada treba prije svega napravu koja bi se mogla polako odvojiti od površine Zemlje i postepeno razviti potrebnu brzinu, umjesto da se to učini odjednom. U tom je trenutku mladog Hermanna Obertha zahvatila ideja o svemirskom letu u raketama i nikada ga više nije napustila.
S 14 godina Oberth je već zamislio svoju prvu raketu na tekuće gorivo, no nije imao dovoljno sredstava i znanja da je pokuša napraviti. Zbog toga je nastavio razvijati svoje teorije, te proučavajući različite knjige, usavršavati svoje znanje. Zanimao se za mnoga područja, od matematike i fizike, koje su mu bile prijeko potrebne za usavršavanje svojih teorija, do sociologije, psihologije i medicine (otac mu je bio liječnik).
Godine 1913. upisao se na medicinski fakultet sveučilišta u Münchenu, no Prvi svjetski rat je prekinuo taj studij. Oberth je postao pješak u austrougarskoj vojsci, ranjen je, a zatim premješten na bolnički odjel, gdje je shvatio da ne bi bio dobar liječnik. 1917., Oberth je njemačkom ministarstvu rata predložio razvoj dalekometnih projektila na tekuće gorivo, no njegov je prijedlog odbijen.
Nekoliko mjeseci prije svršetka rata oženio se Mathildom Hummel i imali su četvero djece. Nakon rata, nastavio je sa studiranjem, koje je sada postalo još mnogostranije. Osim pedagogije, matematike, fizike, pa čak i teologije, studirao je i kemiju, meteorologiju i astronomiju, a provodio je i različite fizikalno-tehničke vježbe. U proljeće 1919., slušao je predavanja u Kluju (danas Cluj-Napoca). U međuvremenu je Erdelj pripao Rumunjskoj i Oberth je odjednom postao Rumunj. Neko je vrijeme ostao u Kluju, a zatim je otputovao u München, gdje je željan znanja upisao predavanja na Sveučilištu i Visokoj tehničkoj školi. Dva semestra slušao je predavanja na Sveučilištu u Göttingenu, a tri posljednja u Heidelbergu.

### Doktorat
Saznavši za postojanje Goddardove knjige iz 1919., pod naslovom "Metoda postizanja velikih visina", pokušao ju je nabaviti, ali nije uspio. Međutim, 1922., Oberth je Goddardu poslao pismo i predložio mu da razvoj rakete na tekuće gorivo bude međunarodni pothvat. Iste godine napisao je prvu doktorsku disertaciju na svijetu o astronautici, no ona je odbijena. U to vrijeme nije postojao niti jedan znanstvenik koji bi za tu temu bio nadležan, a riječ "svemirska letjelica" u njemačkom jeziku službeno nije ni postojala. Oberth je odbio napisati novi rad, kritizirajući krutost i zaostalost obrazovnog sistema, pa tako službeno nije dobio doktorsku titulu. Ljeti 1923. položio je nastavnički ispit i dobio titulu "profesor secundar". Iste je godine objavio rad od 92 stranice, pod naslovom "Raketa u planetarni prostor". Nakladnik R. Oldenburg dokazao je da ima inicijative, a ta je okolnost bila gotovo isto tako značajna kao i ona mala knjiga koju je izdao. Pa ipak, Oberth je sam morao snositi troškove naklade za svoje prvo djelo. I autor i nakladnici veoma su se začudili, kad je knjiga naišla na vrlo dobru prođu. Za vrijeme inflacije taj se maleni dobitak međutim rastopio poput snijega na suncu. Druga naklada istog djela izašla je 1925. i bila prodana gotovo prije nego što su knjige izašle iz tiskare. Naslov "Raketa u planetarni prostor" izvršio je ono što se od njega očekivalo. Knjiga je sadržavala teorije o raketama slične onima Ciolkovskog i Goddarda, no također je uključivala i razmatranja o učincima svemirskog leta na ljudsko tijelo. Ipak, Oberthova je najveća zasluga što je stvorio potrebnu podlogu i potaknuo daljnja njemačka i šira raketna istraživanja.

## Višestupanjske rakete
U toj je knjizi, neovisno o Ciolkovskom i Goddardu, iznio i poznatu raketnu formulu, zamisao o višestupanjskim raketama i pogonu na tekuće gorivo. Također, u knjizi je skicirao i dvostupanjsku visinsku raketu nazvanu "Model B", u mnogo pojedinosti sličnoj kasnije poznatoj V-2 raketi. Oberth je razvio i prvu teoriju satelitske stanice u svemiru, te opisao mogućnost raketnog leta kroz svemir u budućnosti. Čitavu se 1924. bavio odgovorima na kritike "stručne" javnosti, zbog koje je, između ostalog, izgubio i priliku da jedan bankar financira njegov rad, a 1925. se vratio u Erdelj (Transilvanija sada u Rumunjskoj), gdje je iduće tri godine živio povučeno i predavao matematiku i fiziku u gimnaziji u Medijašu, te pripremao treće izdanje svog djela.
U Njemačkoj za to vrijeme Obertha nisu zaboravili. Neprekidno su izlazila nova djela o letu raketa i o astronautici, a pisci tih djela su po prirodi stvari morali citirati Obertha ili su ga slavili kao tvorca prve osnovne raketne teorije. Neka od tih djela bila su više stručna, a neka više fantastična. Na primjer, građevni inženjer Walter Hohmann se od 1915. također bavio problemima astronautike, te je prvi put točno izračunao potrebna pogonska goriva za brojne različite programe leta između Zemlje, Mjeseca, Venere i Marsa. Ti su mnogobrojni radovi pobudili pažnju desetak mladih stručnjaka, koji su se zaneseni zajedničkim ambicijama okupili u stražnjoj sobi neke gostionice, u gradu Breslau (Wrocław), u Njemačkoj i 5. lipnja 1927. osnovali "Udruženje za astronautiku" (njem. Verein fur Raumschiffahrt - VfR).
U jesen 1928. sjedio je profesor Hermann Oberth u brzom vlaku i vozio se ususret novoj zadaći u Berlinu. Poznati filmski redatelj Fritz Lang pozvao ga je na snimanje UFA-inog filma "Žena na Mjesecu", kao tehničkog savjetnika. Jedan od prvih koji ga je po dolasku posjetio bio je i Willy Ley, marljivi 22-godišnji član VfR-a. Trebalo je napraviti nepomični model rakete i unutrašnjeg prostora svemirskog broda u kojem bi glumci glumili (scenografija), a Oberth i članovi VfR-a došli su na zamisao da se napravi i lansira u reklamne svrhe i jedna prava raketa na tekuće gorivo. Međutim, nitko nije mogao garantirati da će raketa biti napravljena u roku, pa je novac ipak potrošen na oglase. No, režiser Fritz Lang posegao je u vlastiti džep i ponudio da će platiti polovicu troškova, pa je Oberth mogao početi graditi svoju raketu.
Prvo je načinjena scenografija unutrašnjosti svemirskog broda, koja je trebala na što objektivniji način dočarati stvarno stanje, a u isto vrijeme biti prikladna za glumu. Nakon toga, počelo se s izgradnjom prave rakete. Kao pogonsko gorivo, Oberth je odabrao benzin i tekući kisik, tekućine koje nisu bile skupe i mogle su se lako nabaviti. Oberth je nabavio nekoliko litara tekućeg kisika i postavio posudu s njime usred radionice. Zatim je u tu tekućinu dao uštrcati tanki mlaz benzina. Upaljene kapljice benzina požudno su posegnule za tekućim kisikom i mješavina je gorjela razlijevajući se, pucketajući i iskreći na sve strane. Po Oberthovu mišljenju nije moglo doći do eksplozije, dokle god se ne sliju odviše velike količine obiju tekućina u jedan prostor. Uspije li mu to spriječiti bit će sve u redu. Oberth je nastavio s pokusima. Izlio je benzin na tekući kisik. Bilo je mnogo više benzina nego prije. Zapaljeni benzin bacio se silnom brzinom na tekući kisik i došlo je do žestoke eksplozije. Žestina eksplozije odbacila ga je kroz čitavu radionicu. Kada se osvjestio više nije mogao ni vidjeti ni čuti. Oba su mu oka bila teško ozlijeđena, a jedan mu je bubnjić puknuo. Odmah je pozvan liječnik, koji je obećao da će desno oko biti spašeno. Bubnjić mu je polako ponovno srastao, ali se Oberth neko vrijeme bojao da će izgubiti vid na lijevom oku.
Nakon nekoliko tjedana, Oberth je ponovio isti pokus uz veći oprez i otkrio da se zapaljene kapljice raspadaju nevjerojatnom brzinom u sve manje kapljice, tako da se izgaranje odvija mnogo brže, nego što je on to pretpostavio. U UFA-inoj mehaničkoj radionici mehaničari su u međuvremenu izgradili prvu raketnu komoru izgaranja. Na gornjem je djelu završavala šiljkom, a na donjem širem djelu imala uglatu mlaznicu, kraj koje su se nalazila priključna mjesta za dovod benzina i kisika. Priključena je stožasta mlaznica. Oberth i njegov pomoćnik, ratni pilot Nebel, čvrsto privijaju cijevi kroz koje će u komoru izgaranja i sapnicu pritjecati benzin i kisik. Motor je upaljen i umjesto eksplozije, sve se odvijalo u skladu s očekivanjima. Međutim, unatoč grozničavom radu Obertha i njegovih suradnika, raketa nije pravovremeno dovršena, čak niti nakon što je film već doživio svoju premijeru i požnjeo veliki uspjeh širom svijeta. Vremena jednostavno nije bilo dovoljno. No, steknuto je mnogo novog znanja i iskustva, te je rad trebalo nastaviti.
Odlučeno je da će se to učiniti u okviru "Udruženja za astronautiku" (VfR), koje je potom otkupilo (novcem članova kojih je u vrhuncu bilo i više od 700) od proizvođača pojedine dijelove koji još nisu bili plaćeni, a UFA im je predala alat, uređaje i veliko startno postolje za raketu. Sada je trebalo pronaći novac za daljnja istraživanja, pa su Oberth i Nebel počeli obilaziti različite institute i društva da izmole potporu. No, uzalud. U teškoj gospodarskoj krizi onog doba imali su oni i drugih briga, a ponajmanje novaca za neke rakete.
Ljeti 1929. izašlo je u Münchenu treće izdanje Oberthove knjige, pod naslovom "Putovi k astronautici", koje je sada obuhvaćalo impozantnih 420 stranica. Ta je knjiga ponovno pobudila veliki interes i kasnije postala osnovno teoretsko djelo brojnih raketnih inženjera i tehničara. Oberth je potom dobio nagradu "Prix International D`Astronautique", kojeg su godinu dana ranije u Parizu raspisali Robert Esnault-Pelterie i Andre Hirsch. Ono sistematsko prosjačenje kod znanstvenih instituta pokazalo se na kraju ipak korisnim.

### Rakete na pogon tekućim gorivom
Kemijskotehnički državni zavod u Plotzenseeu, kraj Berlina, unatoč oskudnim sredstvima, stavio je Oberthu na raspolaganje jednu radionicu, radi službenog demonstriranja i potvrđivanja rezultata rada raketnog motora na tekuće gorivo u akciji. Oberth i Nebel započeli su s radom, a pomagali su im mladi inženjer Klaus Riedel, te dva nova člana VfR-a, student tehnike Rolf Engel iz Brandenburga, te njegov vršnjak, koji je upravo položio maturu, Wernher von Braun.
Dana 23. srpnja iste godine Oberthova kuglasta mlaznica bila je spremna za vršenje pokusa. Visoka razina vlage u zraku, tog tmurnog oblačnog dana, zadavao je nevjerojatne teškoće. Gledaoci su opazili, da je tekući kisik, čija temperatura iznosi gotovo 200 °C ispod ništice, dovodio do smrzavanja vlage iz zraka, pa su se za samo nekoliko minuta na cijevima nataložili slojevi leda debeli nekoliko centimetara. Još je gore bilo to što su se smrzavali otvori i ventili kroz koje je gorivo trebalo strujati u komoru za izgaranje. Konačno je uspjelo kuglastu mlaznicu staviti u pogon. Iz nje je poletio uski svijetli mlaz vatre. Golemi oblaci pare i dima, te gromka buka, bili su veoma efektni, iako je komora izgaranja bila malena. Za vrijeme od 96,5 sekundi izgorjelo je 6,6 kilograma tekućeg kisika i 1 kilogram benzina, a vaga je registrirala gotovo konstantni potisak od 7 kilograma u trajanju od 50,8 sekundi, te maksimalni potisak od 7,7 kilograma. Brzina izbijanja mlaza ispušnih plinova iznosila je 756 metara u sekundi (m/s), što nije bilo mnogo, čak i u usporedbi s barutnim raketama, ali je pokus dokazao da je tekuće gorivo prikladno za pogon raketa.
Na taj je način raketa na pogon tekućim gorivom konačno dobila svoju znanstvenu potvrdu. Oberth se vratio u Medijaš (u Rumunjskoj), jer mu je istekao dopust, a raketni pioniri u Berlinu nastaviše radom. Oberth je s vremena na vrijeme pokušavao pridobiti Ministarstvo vojske i zrakoplovstva za svoje projekte, ali je neprekidno doživljavao neuspjeh. Tek 1933. primio je zadatak od Znanstvenog društva za zrakoplovstvo, što ga je dovelo u Visoku tehničku školu u Beč, koji je već bio pod Hitlerovom vlašću. Položaj je bio posve neobičan, jer mu nitko nije mogao reći što bi trebao raditi za svoju visoku plaću. Oberth je tek kasnije razabrao o čemu se zapravo radi.

### V-2 raketa
U Peenemundeu su se, naime, u međuvremenu izrađivali nacrti za V-2 raketu, pri čemu je lista Obertovih podataka upotrijebljenih pri njenoj izradi bila vrlo dugačka, pa on nikako nije smio ostati u inozemstvu i baviti se istraživanjem raketa za neku drugu zemlju. Usprkos nezgodnim okolnostima, Oberth je započeo s radom i u Felixdorfu, nedaleko od Beča, uredio pokusno polje za rakete. Ovdje je, oprezno trošeći novac, vršio testiranja i rješavao probleme koji su već dugo vremena tražili praktično rješenje.
Godine 1935. premješten je u Visoku tehničku školu u Dresdenu sa zadaćom da ondje riješi neke probleme vezane uz pumpu za dovod pogonskog goriva za V-2 raketu, no njegov trud je uzaludan, jer je u Peenemundeu već konstuirana turbopumpa. Oberth je to doznao i pomalo počeo osjećati da se nalazi na krivom mjestu. Zbog toga odlučuje da će prekinuti s radom i vratiti se u Erdelj, no Gestapo ga poziva i ultimativno mu nudi njemačko državljanstvo ili sabirni logor. Nakon što je prihvatio njemačko državljanstvo, poslan je u Peenemunde u svojstvu savjetnika, gdje mu je nadređeni postao, njegov bivši mlađi asistent Wernher von Braun.
Kasnije radi u aerodinamičkom tunelu za ispitivanje nadzvučnih brzina, piše rad o protuavionskim raketama i potom provodi velika teoretska istraživanja o najpovoljnijoj podjeli višestupanjskih raketa, čiji su rezultati vrlo bitni za buduće modele raketa koje su trebale nadmašiti V-2. Godine 1943. premješten je u Wittenberg na Elbi, gdje je u tvornici eksploziva trebao ostvariti svoju staru zamisao o raketi pogonjenoj amonijevim nitratom. U proljeće 1944. Tvornica Leunawerke u Nordrhein-Westfallen-Anhaltu je tako žestoko bombardirana, da Oberth više ne može dobivati amonijeve salitre i tako raketa nije dovršena.
Nakon primirja zapao je Oberth u jedan od mnogih logora za internirce, i to baš u jedan od onih, u kojem su bili zatvoreni glasoviti znanstvenici i istraživači. Iz logora je izašao razmjerno brzo, ali ni na slobodi mu nije bilo lako. Otputovao je u Feucht kod Nürnberga, gdje ga je s mnogo čežnje čekala njegova supruga Mathilda. U Feuchtu je Oberthov otac imao veliku kuću, no ona je bila pretrpana izbjeglicama. Pošto je provedena valutarna reforma, Oberth je imovinski posve propao. Pripravan je preuzeti svaki posao, međutim tu su milijuni drugih, koji također traže posao, a većina njih ima čvršće laktove i okorijeliju savjest pa se lakše i probijaju.
Oberth zbog toga putuje (ilegalno) u Švicarsku. Lijepa Švicarska i njezin slobodni narod nisu ga razočarali. Godinu dana životario je od savjetovanja i davanja stručnih mišljenja i članaka u novinama, godinu dana uživao gostoprimstvo tvorničara vatrometnih raketa, te mu konačno Talijanska ratna mornarica daje nalog da izvede točne nacrte za raketu punjenu amonijevim nitratom, što ju je započeo još u Wittenbergu. U tu svrhu dobiva Oberth 120.000 švicarskih franaka i odlazi u La Speziu. U proljeće 1953. posao je završen i Oberth se vraća u Njemačku.
Ljeti 1955. pozvao ga je Wernher von Braun u Središnji institut za istraživanje raketa SAD-a u Huntsvilleu. Tri godine kasnije otišao je u mirovinu i vratio se u Njemačku, gdje dalje nastavlja raditi na popularizaciji astronautike.